# John Dudley
John Dudley, I duque de Northumberland (1501-22 de agosto de 1553) fue un general, almirante y político inglés de la época Tudor que dirigió el gobierno del joven rey Eduardo VI de 1550 a 1553. Tras la muerte del rey, intentó colocar en el trono a su nuera Juana Grey, sobrina en segundo grado de Isabel I y casada con su hijo Guilford Dudley.
Murió ejecutado por traición en 1553 en Tower Hill, y está enterrado en la capilla de San Pedro ad Vincula, en el recinto de la Torre de Londres.

## Carrera bajo Enrique VIII
John Dudley fue el mayor de los hijos de Edmund Dudley, consejero del rey Enrique VII de Inglaterra quien fuera acusado de alta traición y ejecutado tras la muerte del soberano. 
En 1523 participó en la campaña de Francia a las órdenes de Charles Brandon, cuñado del rey. Durante esa campaña se ganó el título de Caballero por su gallardía.  
Fue nombrado Caballero de la Jarretera en 1543, participando en las campañas organizadas por Enrique VIII, de esta forma ganó fama y fortuna, principalmente por su pericia en el ámbito naval, que lo llevó a ser nombrado Lord Almirante, máximo cargo de la marina real.
En su nuevo cargo, Dudley fue responsable de la creación del Consejo de Marina, que coordinó las distintas tareas de mantenimiento, convirtiendo la administración naval en la más eficiente de Europa. En 1546 participó en las negociaciones y ratificó la paz con Francia, logrando que el rey francés reconociera el título de Enrique VIII como «Cabeza suprema de la Iglesia de Inglaterra e Irlanda», un éxito tanto para Inglaterra como para él mismo.
Conforme aumentaba su popularidad y su reconocimiento como uno de los mejores generales del reino, también creció la amistad de Dudley con el rey, con quien frecuentemente jugaba a las cartas. Mientras, se fortalecía el partido reformista, del que fue líder junto a Edward Seymour. El hermano de Juana Seymour y por lo tanto tío del heredero al trono, el príncipe Eduardo. Entre los dos neutralizaron el conservador Consejo del Rey abriendo camino para un futuro gobierno protestante tras la muerte del monarca.

## Matrimonio y descendencia
En 1525 se casó con Jane Guildford, hija de Sir Edward Guildford y Eleanor West, cinco años menor que él y con quien tuvo doce hijos. A juzgar por las cartas que se conservan, John era un hombre de familia, buen esposo y padre. La familia Dudley profesaba la fe protestante.
El matrimonio tuvo 12 hijos: (8 varones y 4 mujeres)
1. Henry Dudley (1526 1544) que casó con Winifred Rich.
2. Thomas Dudley (1526 – 1528).
3. John Dudley, II conde de Warwick (1528 – 18 de octubre de 1553).
4. Ambrose Dudley, III conde de Warwick (1529 – 21 de febrero de 1589, casó en primeras nupcias con Anne Whorwood y en segundas nupcias con Cassandra Grey.
5. Robert Dudley, (24 de junio de 1532 – 4 de septiembre de 1588) casó con Amy Robsart y en segundas nupcias con Lettice Knollys. Fue el favorito de la reina Isabel I de Inglaterra durante gran parte de su reinado.
6. Jane Dudley, que casó con Henry Seymour.
7. Mary Dudley (1532 – 1586), que casó con Henry Sidney. Dos de sus hijos fueron los poetas Philip Sidney y Mary Sidney, primera poetisa reconocida de Inglaterra.
8. Henry Dudley (1535 – 1557) que casó con Margaret Audley.
9. Guilford Dudley (1536 – 12 de febrero de 1554) que casó con Juana Grey.
10. Charles Dudley (1537 – 1542).
11. Katherine Dudley (1545 – 1620) que casó con Henry Hastings, III conde de Huntingdon.
12. Temperance Dudley (1552).

## Consejo de Regencia de Eduardo VI

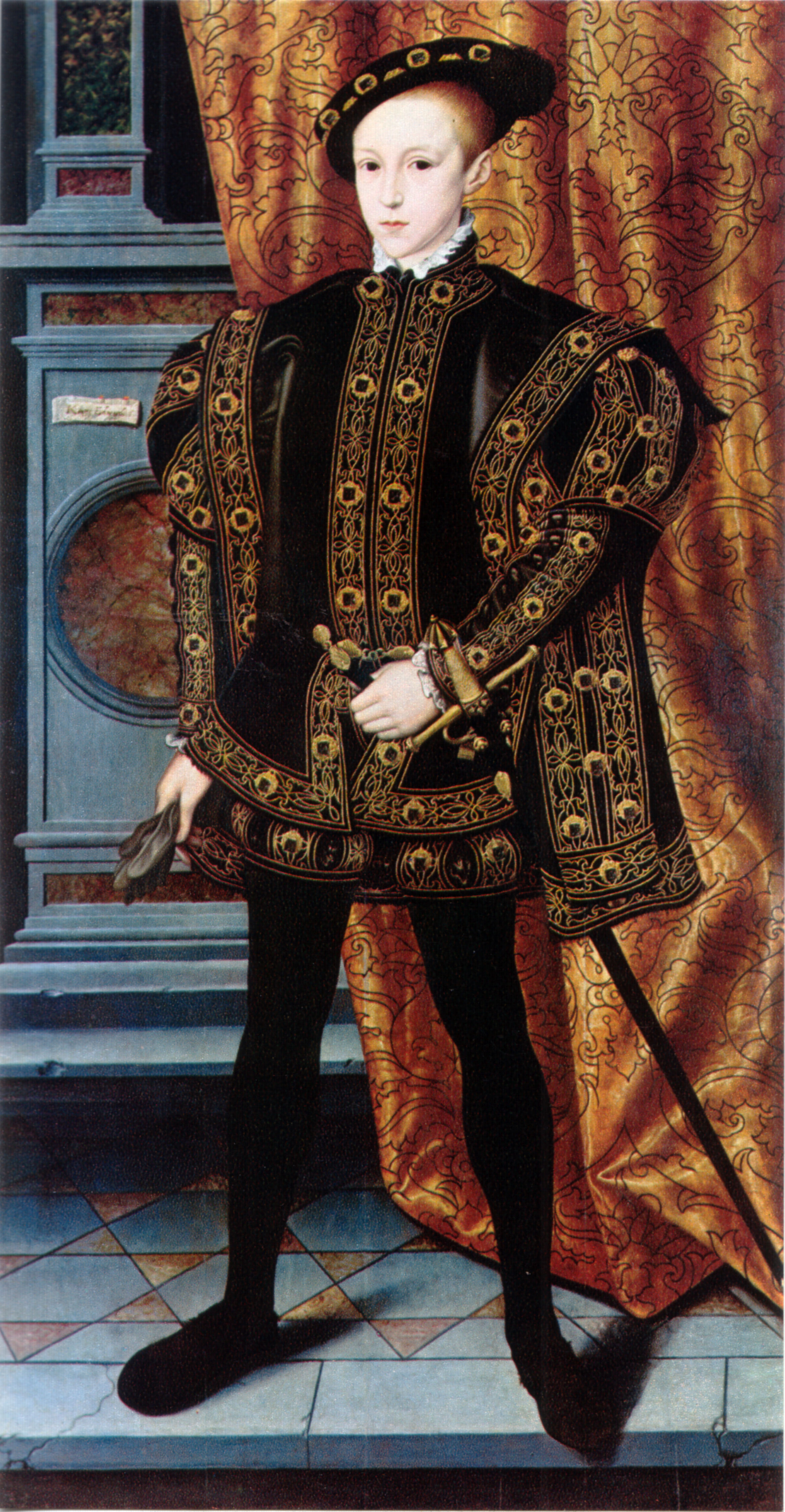
Rey Eduardo VI c.1550.

Antes de morir, Enrique VIII nombró un Consejo de Regencia, que debía gobernar durante la minoría de edad de su hijo Eduardo. Dudley fue un miembro clave este consejo, en el que apoyó la designación de Edward Seymour como Lord Protector, lo que le valió el título de conde de Warwick.
En 1549, los agricultores de toda Inglaterra, encabezados por Robert Kett, se rebelaron contra las políticas agrarias instauradas por el consejo. Después de infructuosos intentos por restablecer el orden, Dudley fue enviado a apaciguar el levantamiento, que ya adquiría tintes de rebelión. Logró una rápida victoria y tomó muchos prisioneros, entre ellos el mismo Kett. Sin embargo solo 12 de los prisioneros fueron condenados a muerte, y al ser consultado por esta insólita clemencia contestó: «¿No hay lugar para el perdón?... ¿Qué debemos hacer entonces? ¿Vamos a tomar el arado nosotros mismos, empujar las carretillas y trabajar la tierra con nuestros propias manos?».
Por otra parte, el Lord Protector se alejaba poco a poco del Consejo de Regencia, tomando decisiones en solitario. Dudley todavía tenía tropas en el norte y en octubre de 1549 las puso a disposición del Consejo, uniéndose al excanciller Thomas Wriothesley para liderar un golpe de Estado y derrocar a Edward Seymour. Este intentó en vano de reclutar un ejército y se atrincheró con el propio rey en el castillo de Windsor, pero fue vencido y encarcelado en la Torre. 
El 2 de febrero de 1550 John Dudley, se convierte en Lord Presidente del Consejo, del que excluyó a Wriothesley y a otros conservadores. Por el contrario, dispuso la liberación de Seymour al que invitó a volver al Consejo Privado en la primavera de 1550. Como señal de la reconciliación, se acordó la boda de John, heredero de Dudley, con Ana, hija de Edward Seymour.
Sin embargo, Seymour comenzó a atraer simpatizantes políticos y trató de restablecer su poder derrocando a Dudley de su cargo, hasta el punto de contemplar, como admitió más tarde, el arresto y ejecución del Lord Presidente. El conde de Warwick, gobernante de facto del país durante casi dos años, aspiraba a un ducado y para ello necesitaba demostrar su poder. En octubre de 1551, fue nombrado duque de Northumberland, y pocos días después Edward Seymour fue detenido. Inmediatamente comenzaron a circular rumores de supuestos complots: se le acusó de haber planificado una masacre en un banquete, durante el cual se pretendía asaltar el Consejo y asesinar a Dudley. Aunque fue exonerado de traición, se le halló culpable de felonía, por haber reclutado un ejército sin autorización. El duque de Somerset, Edward Seymour, fue ejecutado en enero de 1552, hecho que contribuyó a la creciente impopularidad del nuevo duque Northumberland.

### Presidente del Consejo
En lugar de tomar el título de Lord Protector, John Dudley gobernó el país como primus inter pares («primero entre sus iguales»), creando un ambiente de trabajo más conciliatorio y menos autocrático que con su predecesor. William Cecil, que todavía se hallaba al servicio de Somerset cuando fue gradualmente basculando su lealtad hacia Dudley, fue nombrado secretario de estado, puesto en el que trabajaba en estrecho contacto con el rey Eduardo.
Dudley organizó la educación política de Eduardo de forma que el joven fuera interesándose en estos temas y ejerciera influencia en la decisiones, al menos aparentemente. Deseaba que el rey desarrollara su autoridad poco a poco. Cuando alcanzó los 14 años, Eduardo dejó de necesitar la firma de los miembros del consejo para avalar la suya, y a menudo celebraba reuniones informativas con un grupo de consejeros que él mismo elegía, en el que siempre se incluían los principales administradores del Consejo y el propio Northumberland. Dudley tenía una relación cálida y respetuosa con el joven. La política religiosa de Dudley —de acuerdo a las ideas del joven rey Eduardo— fue decididamente protestante: impuso la reforma anglicana, a pesar de su impopularidad, y colocó  a reformadores radicales en altos cargos de la Iglesia de Inglaterra.

### Política interna
A fin de solucionar los problemas económicos heredados de Seymour, Dudley cayó en la tentación de devaluar la moneda. Sin embargo, logró estabilizar la economía del reino y redujo la inflación que había asolado al país, para lo que recurrió a la expropiación de los bienes de la Iglesia católica, reduciendo de forma considerable los bienes que pasaban a la nueva Iglesia anglicana, lo que le recabó muchos enemigos poderosos. Se lo acusaba de querer enriquecerse con los bienes de la corona, y aunque nunca hubo pruebas de que lo hiciera, estas sospechas hicieron mella en su imagen pública.
El duque también redujo en gran medida la corrupción de las instituciones. A finales de 1552, la moneda era estable, el precio de los alimentos había bajado, y se habían puesto las bases de la recuperación económica. Se estaba poniendo en marcha el proceso para centralizar la administración de la Corona y se había eliminado la deuda externa.

### Relaciones internacionales
Una de las primeras tareas de Dudley tras la caída de Seymour fue la de poner fin a las guerras con Francia y Escocia , que costaban a la corona 350 000 £ por año. En marzo de 1550 se firmó con Francia el Tratado de Boulogne, por el que Inglaterra cedía la plaza de Boulogne-sur-mer a cambio de 400 000 coronas. El tratado fue tan beneficioso para la economía nacional como impopular, ya que los ingleses se tomaron la cesión de Boulogne como una afrenta. En junio del mismo año se firmó la paz con Escocia, y se nombró una comisión conjunta para delimitar la frontera exacta entre los dos países.

## 1553

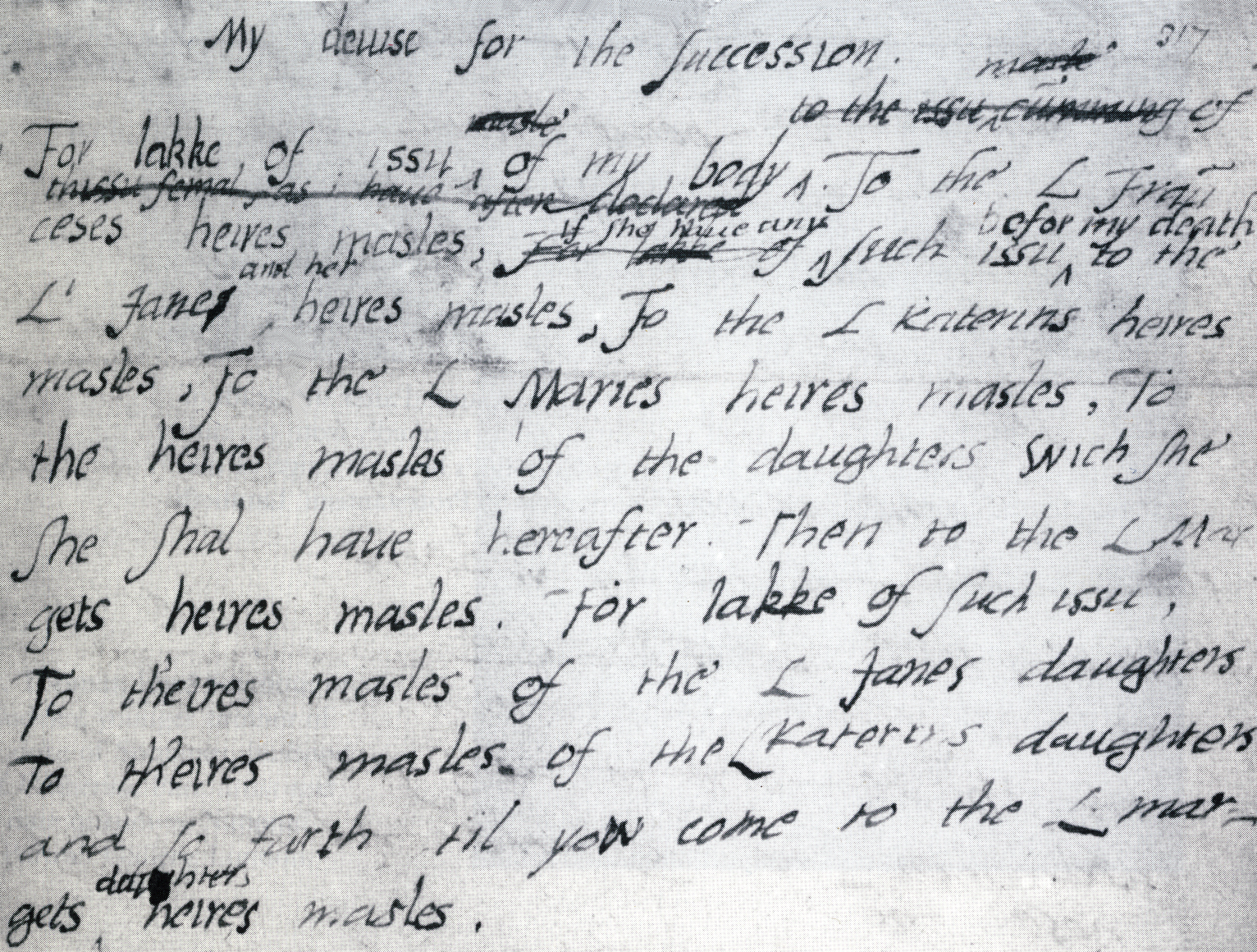
«Mis pensamientos sobre la sucesión», documento escrito por Eduardo VI donde nombra a sus herederos.

En invierno de 1553 el rey cayó gravemente enfermo a los 15 años. Debido a esto se invitó a la princesa María a participar del Consejo y se subrayó su condición de heredera al trono. Durante este tiempo Dudley demostró su astucia, adelantándose y realizando una triple boda.

El 21 de mayo, su único hijo soltero, Guilford Dudley, se casó con Juana Grey, hija del duque de Suffolk. Juana era nieta de María Tudor, hermana de Enrique VIII y tercera en la línea sucesoria después de las princesas María e Isabel, ambas princesas tenían su legitimidad en entredicho por lo que la maniobra resultaba sumamente sospechosa. Además, se casó a la hermana de Juana, Catalina Grey, con William Herbert, y a su hija menor Catalina con Henry Hastings. Aunque se celebraron magníficas fiestas, estas alianzas no fueron vistas con suspicacia en un principio, ni siquiera por los más desconfiados observadores.

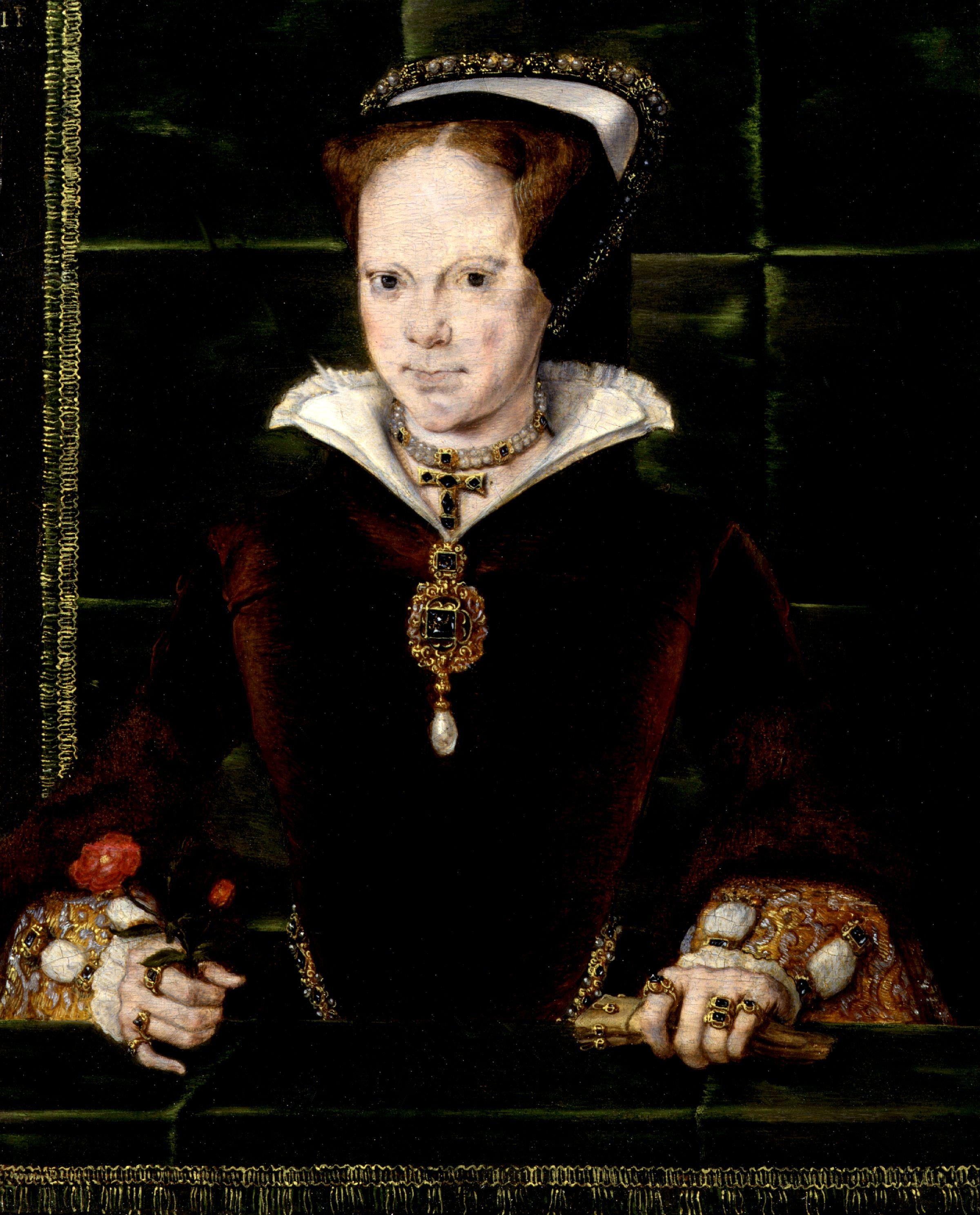
María I de Inglaterra retratada en 1554 por Hans Eworth.

En algún momento, durante su enfermedad, Eduardo escribió un documento donde describía cómo debía ser su sucesión. Eduardo era protestante convencido, y como tal, no deseaba que su hermana María, católica convencida, le sucediera. Por otra parte, tanto María como su hermana Isabel habían sido declaradas ilegítimas por su padre, Enrique VIII. Sin embargo, el mismo rey había promulgado la III ley de sucesión, que las nombraba herederas sucesivas del trono a condición de que no se casaran sin el permiso del Consejo Privado.
En el documento, Eduardo nombra a Juana Grey y a sus descendientes como herederos, eliminando a María e Isabel de la línea sucesoria. No está claro hasta qué punto este cambio en el testamento real estuvo influenciado por Dudley, pero hubo fuertes sospechas de que había sido el instigador junto con otros miembros de la cámara del rey. Además, fue él quien supervisó la copia del testamento y lo consultó personalmente con varios abogados. A continuación, el duque y otros 23 pares fueron nombrados para ejecutar la voluntad del rey después de su fallecimiento, nombramientos sancionados por el rey moribundo y por 102 nobles, entre los cuales figuraba la totalidad del Consejo Privado, así como pares, obispos, jueces y concejales de Londres. Faltaba solamente la aprobación del parlamento.

### Caída

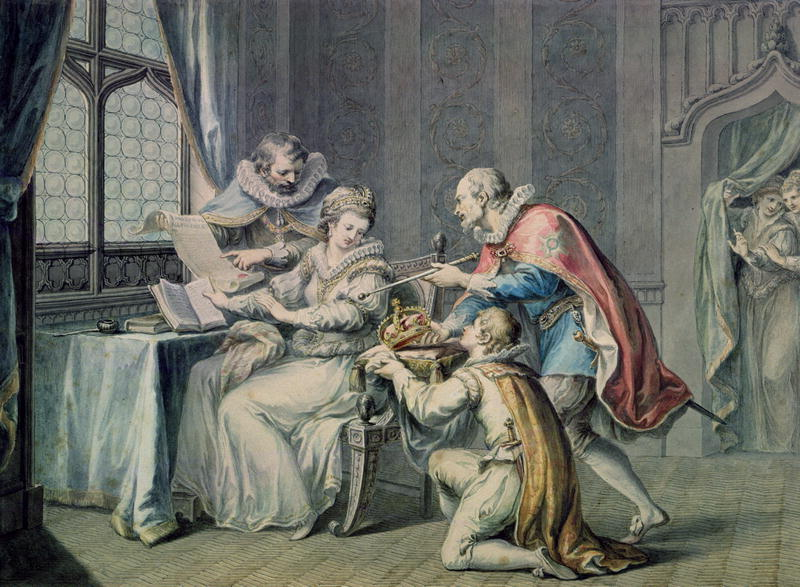
Dudley y Suffolk ruegan a Juana Grey para que acepte la corona, por Giovanni Battista Cipriani.

Eduardo murió el 6 de julio de 1553, y al día siguiente, Dudley envió a su hijo Robert a Hertfordshire con 300 hombres para vigilar a María Tudor. La princesa, informada del estado de su hermanastro, se había trasladado unos días antes a Anglia Oriental, donde tenía grandes latifundios, para reunir un ejército. Al mismo tiempo escribió una carta al Consejo exigiendo ser reconocida como reina.
El Consejo decidió continuar con las disposiciones y proclamó reina a Juana Grey el 10 de julio de 1553. Se dice que la muchacha tuvo que ser convencida por sus padres para que aceptara la corona, que no deseaba en absoluto.
Dudley, que era el general más experimentado del reino, no quería dejar el gobierno en manos de sus colegas, en algunos de los cuales no confiaba, pero la nueva reina Juana zanjó la cuestión, exigiendo que su padre, Enrique Grey, duque de Suffolk, permaneciera con ella y el Consejo. Northumberland marchó el 14 de julio con unos 1.500 soldados y algunas piezas de artillería.
Apoyada por la burguesía y la nobleza de Anglia Oriental y el valle del Támesis, el ejército de María crecía por momentos, y tuvo la suerte de hacerse con la poderosa artillería de la royal navy. El 19 de julio, el Consejo cambió de bando y proclamó a María legítima soberana de Inglaterra. En estas circunstancias, Dudley se dio cuenta de lo inútil que era intentar luchar contra María. A la mañana siguiente Dudley y sus seguidores fueron arrestados y llevados a la Torre de Londres. 
Debido a la enorme popularidad que tenía María entre el pueblo y al odio que se le tenía a Dudley, la noticia fue recibida con un generalizado júbilo, e incluso se llegó a decir que el duque había envenenado al rey para hacerse con el trono.

### Juicio y ejecución
John Dudley fue juzgado el 18 de agosto de 1553 en el Palacio de Westminster. El jurado y los jueces eran en gran parte sus antiguos compañeros. En su defensa dijo que había actuado bajo las órdenes del rey y con el apoyo del Consejo: 

«si todos los presentes son igualmente partícipes de este crimen ... ¿cómo pueden ser mis jueces?».

Después de esto se dictó sentencia, y fue condenado a ser decapitado por traición. Pidió clemencia a la reina para cinco de sus hijos, y misericordia a la reina por cinco hijos y también pidió confesión, para lo cual se convocó al obispo católico Stephen Gardiner, que había pasado la mayor parte del reinado de Eduardo en la Torre de Londres, y en ese momento ocupaba el cargo de lord canciller en el gobierno de María. Antes de su ejecución, Dudley asistió a una misa católica en la capilla de San Pedro ad Víncula y comulgó, declarando que «la plaga que se extiende sobre el reino y ahora sobre mí es que hemos errado en nuestra fe durante estos dieciséis años».
Su ejecución se fijó para el 22 de agosto a las ocho de la mañana, junto con John Gates y Thomas Palmer, dos de sus seguidores. En el cadalso, ante 10 000 personas, Dudley confesó su culpabilidad pero sostuvo:

"Este acto por el que muero no es enteramente mi culpa como se cree [...], sin embargo, Dios mediante, no diré sus nombres así que os pido, no busquéis más culpables [...]. Una última cosa debo deciros, buena gente, y es que os exhorto a tener cuidado de los aduladores malintencionados y a los doctores de la nueva doctrina quienes pretenden predicar la palabra de Dios a través de sus propias fantasías".

## Ancestros
| \| \| \| \| \| \| \| \| \| \| \| \| \| \| \| \| \| \| \| \| 16. Sir John de Sutton Dudley de Castillo \| \| \| \| \| \| \| \| \| \| \| \| \| \| \| \| \| \| \| \| \| \| \| \| \| \| \| \| \| \| \| \| \| \| \| \| \| \| \| \| \| \| \| \| \| \| \| \| \| \| \| \| \| \| 8. John Sutton, I barón Dudley \| \| \| \| \| \| \| \| \| \| \| \| \| \| \| \| \| \| \| \| \| \| \| \| \| \| \| \| \| \| \| \| \| \| \| \| \| \| \| \| \| \| \| \| \| \| \| \| \| \| \| \| \| \| 17. Constanza Blount \| \| \| \| \| \| \| \| \| \| \| \| \| \| \| \| \| \| \| \| \| \| \| \| \| \| \| \| \| \| \| \| \| \| \| \| \| \| \| \| \| \| \| \| \| \| \| \| \| \| \| \| \| \| 4. Sir John Dudley de Atherington \| \| \| \| \| \| \| \| \| \| \| \| \| \| \| \| \| \| \| \| \| \| \| \| \| \| \| \| \| \| \| \| \| \| \| \| \| \| \| \| \| \| \| \| \| \| \| \| \| \| \| \| \| \| 18. Sir John Berkeley de Beverstone \| \| \| \| \| \| \| \| \| \| \| \| \| \| \| \| \| \| \| \| \| \| \| \| \| \| \| \| \| \| \| \| \| \| \| \| \| \| \| \| \| \| \| \| \| \| \| \| \| \| \| \| \| \| 9. Elizabeth de Berkeley \| \| \| \| \| \| \| \| \| \| \| \| \| \| \| \| \| \| \| \| \| \| \| \| \| \| \| \| \| \| \| \| \| \| \| \| \| \| \| \| \| \| \| \| \| \| \| \| \| \| \| \| \| \| 2. Edmund Dudley \| \| \| \| \| \| \| \| \| \| \| \| \| \| \| \| \| \| \| \| \| \| \| \| \| \| \| \| \| \| \| \| \| \| \| \| \| \| \| \| \| \| \| \| \| \| \| \| \| \| \| \| \| \| 10. Sir John Bramshott de Bramshott \| \| \| \| \| \| \| \| \| \| \| \| \| \| \| \| \| \| \| \| \| \| \| \| \| \| \| \| \| \| \| \| \| \| \| \| \| \| \| \| \| \| \| \| \| \| \| \| \| \| \| \| \| \| 5. Isabel Bramshott \| \| \| \| \| \| \| \| \| \| \| \| \| \| \| \| \| \| \| \| \| \| \| \| \| \| \| \| \| \| \| \| \| \| \| \| \| \| \| \| \| \| \| \| \| \| \| \| \| \| \| \| \| \| 22. Sir John Pelham \| \| \| \| \| \| \| \| \| \| \| \| \| \| \| \| \| \| \| \| \| \| \| \| \| \| \| \| \| \| \| \| \| \| \| \| \| \| \| \| \| \| \| \| \| \| \| \| \| \| \| \| \| \| 11. Catalina Pelham \| \| \| \| \| \| \| \| \| \| \| \| \| \| \| \| \| \| \| \| \| \| \| \| \| \| \| \| \| \| \| \| \| \| \| \| \| \| \| \| \| \| \| \| \| \| \| \| \| \| \| \| \| \| 1. John Dudley \| \| \| \| \| \| \| \| \| \| \| \| \| \| \| \| \| \| \| \| \| \| \| \| \| \| \| \| \| \| \| \| \| \| \| \| \| \| \| \| \| \| \| \| \| \| \| \| \| \| \| \| \| \| 24. Reginald Grey, III barón Grey de Ruthyn \| \| \| \| \| \| \| \| \| \| \| \| \| \| \| \| \| \| \| \| \| \| \| \| \| \| \| \| \| \| \| \| \| \| \| \| \| \| \| \| \| \| \| \| \| \| \| \| \| \| \| \| \| \| 12. Edward Grey, VI Barón de Ferrers Groby \| \| \| \| \| \| \| \| \| \| \| \| \| \| \| \| \| \| \| \| \| \| \| \| \| \| \| \| \| \| \| \| \| \| \| \| \| \| \| \| \| \| \| \| \| \| \| \| \| \| \| \| \| \| 25. Juana de Astley, la baronesa Astley \| \| \| \| \| \| \| \| \| \| \| \| \| \| \| \| \| \| \| \| \| \| \| \| \| \| \| \| \| \| \| \| \| \| \| \| \| \| \| \| \| \| \| \| \| \| \| \| \| \| \| \| \| \| 6. Edward Grey, I vizconde de Lisle \| \| \| \| \| \| \| \| \| \| \| \| \| \| \| \| \| \| \| \| \| \| \| \| \| \| \| \| \| \| \| \| \| \| \| \| \| \| \| \| \| \| \| \| \| \| \| \| \| \| \| \| \| \| 13. Isabel Ferrer, VI Ferrers baronesa de Groby \| \| \| \| \| \| \| \| \| \| \| \| \| \| \| \| \| \| \| \| \| \| \| \| \| \| \| \| \| \| \| \| \| \| \| \| \| \| \| \| \| \| \| \| \| \| \| \| \| \| \| \| \| \| 3. Isabel Grey, VI baronesa Lisle \| \| \| \| \| \| \| \| \| \| \| \| \| \| \| \| \| \| \| \| \| \| \| \| \| \| \| \| \| \| \| \| \| \| \| \| \| \| \| \| \| \| \| \| \| \| \| \| \| \| \| \| \| \| 28. John Talbot, I conde de Shrewsbury \| \| \| \| \| \| \| \| \| \| \| \| \| \| \| \| \| \| \| \| \| \| \| \| \| \| \| \| \| \| \| \| \| \| \| \| \| \| \| \| \| \| \| \| \| \| \| \| \| \| \| \| \| \| 14. John Talbot, I vizconde Lisle \| \| \| \| \| \| \| \| \| \| \| \| \| \| \| \| \| \| \| \| \| \| \| \| \| \| \| \| \| \| \| \| \| \| \| \| \| \| \| \| \| \| \| \| \| \| \| \| \| \| \| \| \| \| 29. Margaret Beauchamp \| \| \| \| \| \| \| \| \| \| \| \| \| \| \| \| \| \| \| \| \| \| \| \| \| \| \| \| \| \| \| \| \| \| \| \| \| \| \| \| \| \| \| \| \| \| \| \| \| \| \| \| \| \| 7. Elizabeth Talbot, III baronesa Lisle \| \| \| \| \| \| \| \| \| \| \| \| \| \| \| \| \| \| \| \| \| \| \| \| \| \| \| \| \| \| \| \| \| \| \| \| \| \| \| \| \| \| \| \| \| \| \| \| \| \| \| \| \| \| 30. Sir Thomas Cheddar \| \| \| \| \| \| \| \| \| \| \| \| \| \| \| \| \| \| \| \| \| \| \| \| \| \| \| \| \| \| \| \| \| \| \| \| \| \| \| \| \| \| \| \| \| \| \| \| \| \| \| \| \| \| 15. Joan Cheddar \| \| \| \| \| \| \| \| \| \| \| \| \| \| \| \| \| \| \| \| \| \| \| \| \| \| \| \| \| \| \| \| \| \| \| \| \| \| \| \| \| \| \| \| \| \| \| \| \| \| \| \| |                                                 |  |  |  |  |  |  |  |  |  |  |  |  |  |  |  |
| |                                                 |  |  |  |  |  |  |  |  |  |  |  |  |  |  |  |
| | 16. Sir John de Sutton Dudley de Castillo       |  |  |  |  |  |  |  |  |  |  |  |  |  |  |  |
| |                                                 |  |  |  |  |  |  |  |  |  |  |  |  |  |  |  |
| |                                                 |  |  |  |  |  |  |  |  |  |  |  |  |  |  |  |
| | 8. John Sutton, I barón Dudley                  |  |  |  |  |  |  |  |  |  |  |  |  |  |  |  |
| |                                                 |  |  |  |  |  |  |  |  |  |  |  |  |  |  |  |
| |                                                 |  |  |  |  |  |  |  |  |  |  |  |  |  |  |  |
| | 17. Constanza Blount                            |  |  |  |  |  |  |  |  |  |  |  |  |  |  |  |
| |                                                 |  |  |  |  |  |  |  |  |  |  |  |  |  |  |  |
| |                                                 |  |  |  |  |  |  |  |  |  |  |  |  |  |  |  |
| | 4. Sir John Dudley de Atherington               |  |  |  |  |  |  |  |  |  |  |  |  |  |  |  |
| |                                                 |  |  |  |  |  |  |  |  |  |  |  |  |  |  |  |
| |                                                 |  |  |  |  |  |  |  |  |  |  |  |  |  |  |  |
| | 18. Sir John Berkeley de Beverstone             |  |  |  |  |  |  |  |  |  |  |  |  |  |  |  |
| |                                                 |  |  |  |  |  |  |  |  |  |  |  |  |  |  |  |
| |                                                 |  |  |  |  |  |  |  |  |  |  |  |  |  |  |  |
| | 9. Elizabeth de Berkeley                        |  |  |  |  |  |  |  |  |  |  |  |  |  |  |  |
| |                                                 |  |  |  |  |  |  |  |  |  |  |  |  |  |  |  |
| |                                                 |  |  |  |  |  |  |  |  |  |  |  |  |  |  |  |
| | 2. Edmund Dudley                                |  |  |  |  |  |  |  |  |  |  |  |  |  |  |  |
| |                                                 |  |  |  |  |  |  |  |  |  |  |  |  |  |  |  |
| |                                                 |  |  |  |  |  |  |  |  |  |  |  |  |  |  |  |
| | 10. Sir John Bramshott de Bramshott             |  |  |  |  |  |  |  |  |  |  |  |  |  |  |  |
| |                                                 |  |  |  |  |  |  |  |  |  |  |  |  |  |  |  |
| |                                                 |  |  |  |  |  |  |  |  |  |  |  |  |  |  |  |
| | 5. Isabel Bramshott                             |  |  |  |  |  |  |  |  |  |  |  |  |  |  |  |
| |                                                 |  |  |  |  |  |  |  |  |  |  |  |  |  |  |  |
| |                                                 |  |  |  |  |  |  |  |  |  |  |  |  |  |  |  |
| | 22. Sir John Pelham                             |  |  |  |  |  |  |  |  |  |  |  |  |  |  |  |
| |                                                 |  |  |  |  |  |  |  |  |  |  |  |  |  |  |  |
| |                                                 |  |  |  |  |  |  |  |  |  |  |  |  |  |  |  |
| | 11. Catalina Pelham                             |  |  |  |  |  |  |  |  |  |  |  |  |  |  |  |
| |                                                 |  |  |  |  |  |  |  |  |  |  |  |  |  |  |  |
| |                                                 |  |  |  |  |  |  |  |  |  |  |  |  |  |  |  |
| | 1. John Dudley                                  |  |  |  |  |  |  |  |  |  |  |  |  |  |  |  |
| |                                                 |  |  |  |  |  |  |  |  |  |  |  |  |  |  |  |
| |                                                 |  |  |  |  |  |  |  |  |  |  |  |  |  |  |  |
| | 24. Reginald Grey, III barón Grey de Ruthyn     |  |  |  |  |  |  |  |  |  |  |  |  |  |  |  |
| |                                                 |  |  |  |  |  |  |  |  |  |  |  |  |  |  |  |
| |                                                 |  |  |  |  |  |  |  |  |  |  |  |  |  |  |  |
| | 12. Edward Grey, VI Barón de Ferrers Groby      |  |  |  |  |  |  |  |  |  |  |  |  |  |  |  |
| |                                                 |  |  |  |  |  |  |  |  |  |  |  |  |  |  |  |
| |                                                 |  |  |  |  |  |  |  |  |  |  |  |  |  |  |  |
| | 25. Juana de Astley, la baronesa Astley         |  |  |  |  |  |  |  |  |  |  |  |  |  |  |  |
| |                                                 |  |  |  |  |  |  |  |  |  |  |  |  |  |  |  |
| |                                                 |  |  |  |  |  |  |  |  |  |  |  |  |  |  |  |
| | 6. Edward Grey, I vizconde de Lisle             |  |  |  |  |  |  |  |  |  |  |  |  |  |  |  |
| |                                                 |  |  |  |  |  |  |  |  |  |  |  |  |  |  |  |
| |                                                 |  |  |  |  |  |  |  |  |  |  |  |  |  |  |  |
| | 13. Isabel Ferrer, VI Ferrers baronesa de Groby |  |  |  |  |  |  |  |  |  |  |  |  |  |  |  |
| |                                                 |  |  |  |  |  |  |  |  |  |  |  |  |  |  |  |
| |                                                 |  |  |  |  |  |  |  |  |  |  |  |  |  |  |  |
| | 3. Isabel Grey, VI baronesa Lisle               |  |  |  |  |  |  |  |  |  |  |  |  |  |  |  |
| |                                                 |  |  |  |  |  |  |  |  |  |  |  |  |  |  |  |
| |                                                 |  |  |  |  |  |  |  |  |  |  |  |  |  |  |  |
| | 28. John Talbot, I conde de Shrewsbury          |  |  |  |  |  |  |  |  |  |  |  |  |  |  |  |
| |                                                 |  |  |  |  |  |  |  |  |  |  |  |  |  |  |  |
| |                                                 |  |  |  |  |  |  |  |  |  |  |  |  |  |  |  |
| | 14. John Talbot, I vizconde Lisle               |  |  |  |  |  |  |  |  |  |  |  |  |  |  |  |
| |                                                 |  |  |  |  |  |  |  |  |  |  |  |  |  |  |  |
| |                                                 |  |  |  |  |  |  |  |  |  |  |  |  |  |  |  |
| | 29. Margaret Beauchamp                          |  |  |  |  |  |  |  |  |  |  |  |  |  |  |  |
| |                                                 |  |  |  |  |  |  |  |  |  |  |  |  |  |  |  |
| |                                                 |  |  |  |  |  |  |  |  |  |  |  |  |  |  |  |
| | 7. Elizabeth Talbot, III baronesa Lisle         |  |  |  |  |  |  |  |  |  |  |  |  |  |  |  |
| |                                                 |  |  |  |  |  |  |  |  |  |  |  |  |  |  |  |
| |                                                 |  |  |  |  |  |  |  |  |  |  |  |  |  |  |  |
| | 30. Sir Thomas Cheddar                          |  |  |  |  |  |  |  |  |  |  |  |  |  |  |  |
| |                                                 |  |  |  |  |  |  |  |  |  |  |  |  |  |  |  |
| |                                                 |  |  |  |  |  |  |  |  |  |  |  |  |  |  |  |
| | 15. Joan Cheddar                                |  |  |  |  |  |  |  |  |  |  |  |  |  |  |  |
| |                                                 |  |  |  |  |  |  |  |  |  |  |  |  |  |  |  |
| |                                                 |  |  |  |  |  |  |  |  |  |  |  |  |  |  |  |